# Мраморные хрущи
Мраморные хрущи, или белые хрущи (лат. Polyphylla) — род крупных жуков из подсемейства Хрущи, семейства Пластинчатоусые.

## Описание
Крупные жуки с длиной тела 21—38 мм, с массивным удлиненным выпуклым телом чёрной, чёрно-бурой пли красно-бурой окраски. Самки всегда крупнее и коренастее самцов.
Верхняя сторона тела покрыта овальными, желтовато-белыми чешуйками, которые у одних видов равномерно рассеяны и иногда совершенно скрывают основной фон, у других — сгруппированы в пятна, у третьих образуют характерный рисунок на переднеснинке в виде продольных и поперечных полос и пятен, образующих мраморный рисунок.
Булава усиков у самцов 7-члениковая, у самок — 5-члениковая. Глаза крупные, выпуклые. Переднеспинка не сильно выпуклая, поперечная, впереди сужена сильнее, чем кзади.
Надкрылья удлиненные, параллельные, с округленными боками, без ребер.
Ноги довольно короткие и тонкие. Передние голени у самца снаружи с 2, у самки с 3 зубцами, причем средний зубец сильно приближен к вершинному.

## Ареал и виды
Род Polyphylla включает в себя около 45 видов, распространенных в Северной и Центральной Америке, южной и центральной Европе, северной Африке и южной части умеренного пояса Азия — от Малой Азии до Японии включительно.
1. Polyphylla adspersa
2. Polyphylla alba
3. Polyphylla albertischultzi
4. Polyphylla albolineata
5. Polyphylla albosparsa
6. Polyphylla algirana
7. Polyphylla aliquoi
8. Polyphylla annamensis
9. Polyphylla barbata
10. Polyphylla boryi
11. Polyphylla chinensis
12. Polyphylla crinata
13. Polyphylla dahnshuensis
14. Polyphylla davidis
15. Polyphylla decemlineata
16. Polyphylla descarpentriesi
17. Polyphylla edentula
18. Polyphylla exilis
19. Polyphylla formosana
20. Polyphylla fullo
21. Polyphylla gracilicornis
22. Polyphylla intermedia
23. Polyphylla irrorata
24. Polyphylla jessopi
25. Polyphylla laticollis
26. Polyphylla licenti
27. Polyphylla macrocera
28. Polyphylla maculipennis
29. Polyphylla mandshurica
30. Polyphylla maroccana
31. Polyphylla minor
32. Polyphylla naxiana
33. Polyphylla nubecula
34. Polyphylla olivieri
35. Polyphylla persica
36. Polyphylla ploceki
37. Polyphylla ragusae
38. Polyphylla schestakowi
39. Polyphylla schoenfeldti
40. Polyphylla sicardi
41. Polyphylla sikkimensis
42. Polyphylla taiwana
43. Polyphylla tonkinensis
44. Polyphylla tridentata
45. Polyphylla turkmenoglui
46. Polyphylla vicaria